# Ursus (Varsovie)
Pour les articles homonymes, voir Ursus (homonymie).
Ursus est un arrondissement de Varsovie. Il se situe à l'ouest de la ville et joue un rôle industriel, surtout dans le domaine de nouvelles technologies.

## Sport
Ursus dispose de nombreuses installations sportives, telles que le Stadion RKS Ursus, qui accueille la principale équipe de football du quartier, le KS Ursus.